# Aberffraw

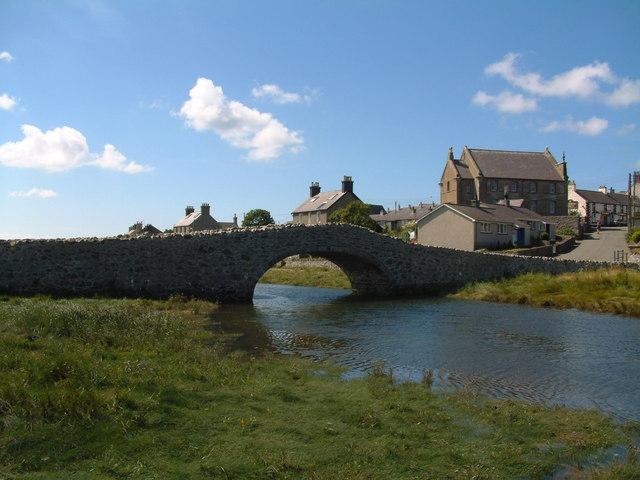
Aberffraw (Galles): il ponte in pietra

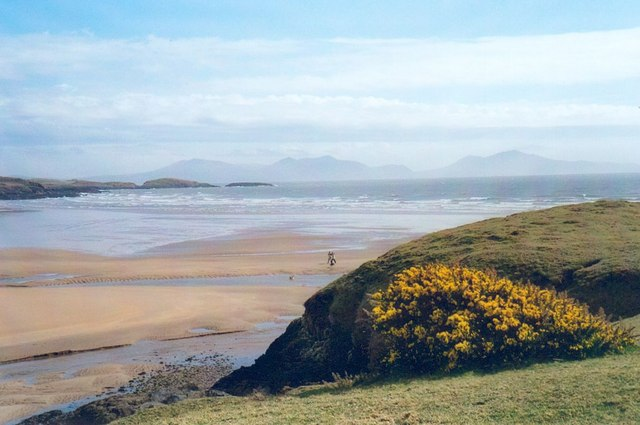
La baia di Aberffraw

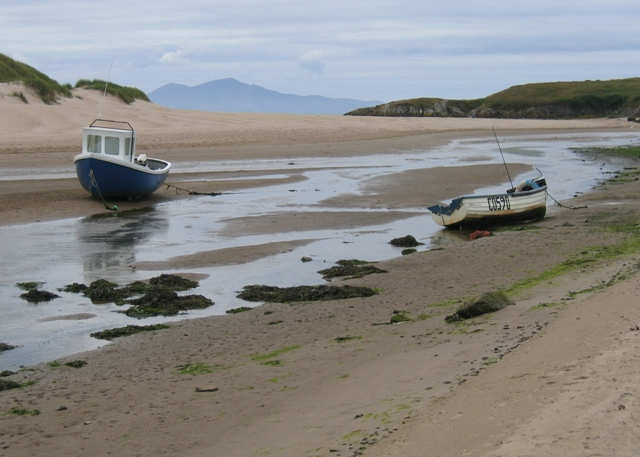
Barche lungo l'estuario del fiume Ffraw ad Aberffraw

Aberffraw (600 ab. ca.) è una comunità del Galles e una località balneare sul Mare d'Irlanda dell'isola (e contea) di Anglesey, nel nord-ovest del Galles, affacciata sulla Baia di Caernarfon e situata lungo l'estuario del fiume Ffraw (da cui il nome).
La località riveste un'importanza storica quale sede di corte del regno medievale di Gwynedd (da essa prende infatti il proprio nome la dinastia reale di Aberffraw).

## Geografia fisica
Aberffraw si trova lungo la costa sud-occidentale dell'isola di Anglesey, tra le località di Rhosneigr e Newborough (rispettivamente a sud/sud-est della prima e a nord/nord-ovest della seconda).

## Storia
I primi insediamenti umani in zona risalgono intorno al 7.000 a. C.
In epoca romana, vi fu fondato un forte.
Intorno al 1090, dopo i tentativi di incursione nel Regno di Gwynedd da parte dei Normanni, che nel 1086 - sotto la guida di Lord Robert of Rhuddlan - erano riusciti ad occupare la sponda orientale del fiume Clwyd, Aberffraw rimpiazzò Deganwy come sede di corte.
La località visse così il suo periodo di massimo splendore nel XII secolo, durante il regno di Llywelyn ap Iorwerth (1173-1240).
Il castello reale andò distrutto a partire dal 1316, quando le sue mura furono usate per restaurare un castello nelle vicinanze.

## Edifici e luoghi d'interesse
- Chiesa dedicata a San Beuno[7]
- Ponte in pietra, costruito nel 1731 da Arthur Owen di Bodawer[8][9]

|  |